# Banja
Banja je vesnice v Chorvatsku ve Splitsko-dalmatské župě. Je součástí města Vrgorac, od něhož se nachází asi 3 km severovýchodně. Žije zde 209 obyvatel. Nejvíce obyvatel (308) zde žilo v roce 1910.
Vesnicí prochází župní silnice Ž6209. Blízko se nachází hranice s Bosnou a Hercegovinou.

## Sousední sídla
| Růžice kompasu | Prapatnice |       |           | Růžice kompasu |
| Růžice kompasu |            | Sever | Orah      | Růžice kompasu |
| Růžice kompasu | Banja      |       | Orah      | Růžice kompasu |
| Růžice kompasu | Jih        |       | Orah      | Růžice kompasu |
| Růžice kompasu | Vrgorac    |       | Podprolog | Růžice kompasu |